# Keszthely

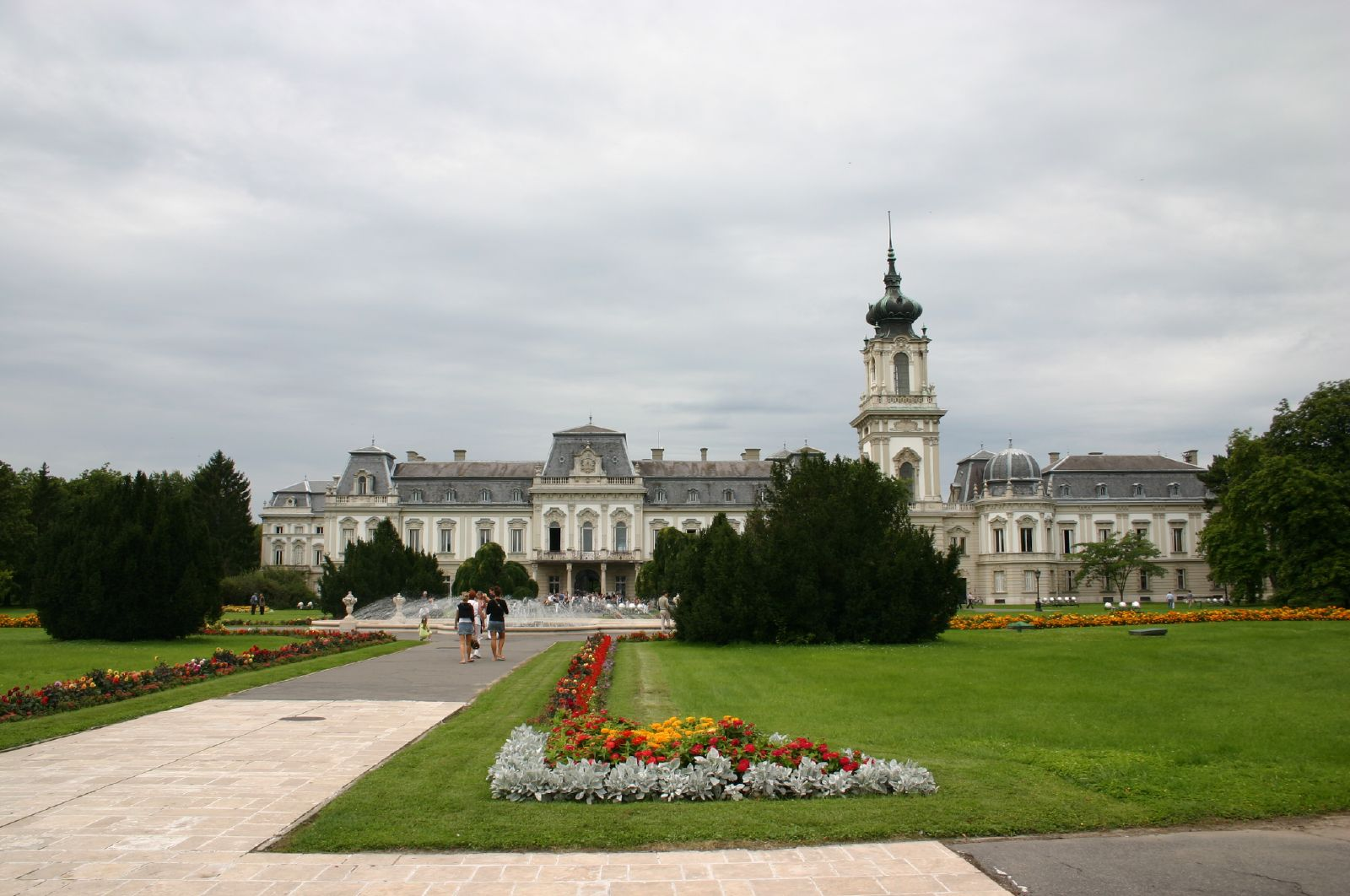
Festeticsslottet i Keszthely.

Keszthely (ungerskt uttal: [ˈkɛsthɛj], tyska: Kesthell, slovenska: Blatenski Kostel) är en stad i provinsen Zala i Ungern. Staden hade 19 289 invånare (2019). Keszthely ligger vid sjön Balatons västra strand, nedanför Keszthelybergen.
Staden har varit bebodd sedan antikens Rom, men det första historiska beviset på stadens existens finns i ett dokument från år 1247. Sedan 1421 har Keszthely varit en köpstad.
Sevärdheter i staden inkluderar Festeticsslottet, byggt 1745 och Balatonmuseet som innehåller geologiska och arkeologiska utgrävningar.
Jordbruksfakulteten vid Veszpréms universitet är belägen i Keszthely.

## Vänorter
| - Levoča, Slovakien - Stary Sącz, Polen - Łańcut, Polen - Piwniczna, Polen - Jędrzejów, Polen | - Piran, Slovenien - Boppard, Tyskland - Hof van Twente, Nederländerna - Litomyšl, Tjeckien - Turnov, Tjeckien - Alanya, Turkiet |